# Гріжо-де-Парада
Гріжо-де-Парада (порт. Grijó de Parada; МФА: [gɾɨ.ˈʒɔ dɨ pɐ.ɾɐ.dɐ]) — парафія в Португалії, у муніципалітеті Браганса. Розташована в північно-східній частині країни, на теренах історичної португальської провінції Трансмонтана. Входить до складу округу Браганса. За адміністративним поділом, чинним до 1976 року, терени парафії були складовою провінції Трансмонтана і Верхнє Дору. Належить до Брагансько-Мірандської діоцезії Католицької церкви. Патрон — Марія Магдалина. Площа — 31,1866 км². Населення — 296 ос. (2011). Слабо урбанізований регіон. Густота населення — 9,49 осіб/км²
. Код — 040219.

## Населення
| Кількість мешканців | Кількість мешканців | Кількість мешканців | Кількість мешканців | Кількість мешканців | Кількість мешканців | Кількість мешканців | Кількість мешканців | Кількість мешканців | Кількість мешканців | Кількість мешканців | Кількість мешканців | Кількість мешканців | Кількість мешканців | Кількість мешканців |
| ------------------- | ------------------- | ------------------- | ------------------- | ------------------- | ------------------- | ------------------- | ------------------- | ------------------- | ------------------- | ------------------- | ------------------- | ------------------- | ------------------- | ------------------- |
| 1864                | 1878                | 1890                | 1900                | 1911                | 1920                | 1930                | 1940                | 1950                | 1960                | 1970                | 1981                | 1991                | 2001                | 2011                |
| 476                 | 522                 | 570                 | 559                 | 547                 | 428                 | 521                 | 627                 | 650                 | 655                 | 583                 | 608                 | 460                 | 380                 | 296                 |